# Histadrut

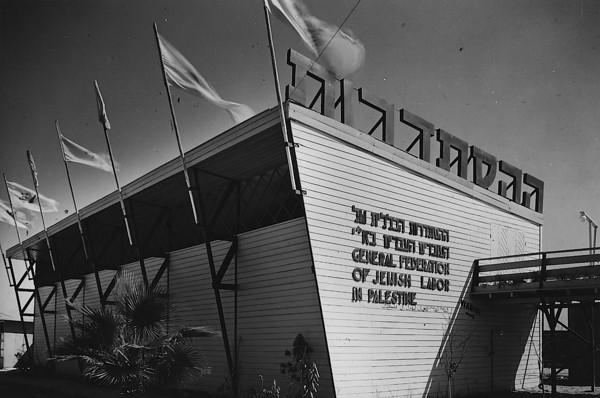
Pavelló del Histadrut de 1934.

La Histadrut (en hebreu: הסתדרות) (en català: Federació General de Treballadors de la Terra d'Israel) és l'organització de sindicats d'Israel. Fundada en desembre de 1920 durant el Mandat Britànic de Palestina, es va convertir en una de les més poderoses institucions de la major part de l'Estat d'Israel.

## Història
La Histadrut va ser fundada en desembre de 1920 a Haifa per defensar els interessos dels treballadors jueus. Fins a 1920, les organitzacions Ajdut HaAvoda i Hapoel Hatzair no havien estat capaces de crear una organització unificada de treballadors.
En 1920, durant la Tercera Aliyyà els immigrants van fundar Gdud HaAvoda i van exigir una organització unificada per a tots els treballadors, un fet que va portar a la creació de la Histadrut.
Els seus membres van passar de 4.400 en 1920 a 8.394 membres en 1922. En 1927, la Histadrut tenia uns 25.000 membres, que representaven el 75% de la mà d'obra jueva en el Mandat Britànic de Palestina.
La Histadrut va esdevenir una de les institucions més poderoses d'Israel, la Histadrut fou un dels pilars del moviment obrer i del sionisme a Palestina, a més de ser un sindicat, la creació del nou estat va fer propietària a la Histadrut d'un nombre d'empreses i de fàbriques.
La Histadrut va esdevenir el major ocupador al país. El nombre de membres en 1983 va ser 1.600.000 inclosos els familiars, que representaven més d'un terç de la població total d'Israel, i al voltant del 85 per cent de tots els assalariats. Prop de 170.000 membres del Histadrut eren ciutadans àrabs (que van ser admesos com a membres a partir de 1959). En 1989, la Histadrut era l'ocupador d'aproximadament 280.000 treballadors.
Amb la creixent liberalització, i la desregulació de l'economia israeliana des de la dècada de 1980, el paper i la grandària de la Histadrut ha minvat, encara que segueix sent una força poderosa en la societat israeliana i l'economia de la nació.

## Hevrat HaOvdim
A través del seu braç econòmic, Hevrat HaOvdim ("La societat de treballadors"), la Histadrut té la propietat i el control d'una sèrie d'empreses, inclosos els més grans conglomerats industrials del país, així com el banc més gran del país, el Banc Hapoalim. La Histadrut també disposa d'una àmplia atenció en el sistema de salut conegut com a Kupat Holim Clalit.
| Any  | membres | percentatge de força laboral jueva |
| ---- | ------- | ---------------------------------- |
| 1920 | 4,415   | ...                                |
| 1923 | 8,394   | 45                                 |
| 1927 | 22,538  | 68                                 |
| 1933 | 35,389  | 75                                 |
| 1939 | 100,000 | 75                                 |
| 1947 | 176,000 | ...                                |

## Objectius
L'objectiu inicial de la Histadrut va ser assumir la responsabilitat de totes les esferes de l'activitat del moviment obrer: la defensa, el comerç, els sindicats de l'educació, l'habitatge, la construcció, la salut, la banca, cooperatives, empreses i fins i tot el benestar. Ja després d'uns mesos la Histadrut es va convertir en el major ocupador en el Yishuv. La Histadrut va aconseguir millorar els drets dels treballadors, com per exemple el dret de vaga que va ser reconegut, els ocupadors havien de motivar els acomiadaments i els treballadors tenien un lloc al qual recórrer per fer reclams.
En el primer any de la seva existència, a la Histadrut li va mancar d'un lideratge central, i moltes iniciatives van ser preses en el nivell local. Això va canviar després que David Ben-Gurion va ser nomenat en la Secretaria General. Ben-Gurion, volia transformar la Histadrut en un instrument nacional per a la realització del sionisme. Segons Zeev Sternhell, Ben-Gurion es comprometé amb aquest objectiu:
[…] El nostre problema central és la immigració ... i no l'adaptació de les nostres vides a tal doctrina. […] Com podem executar el nostre moviment sionista, de tal manera que […] siguem capaços de dur a terme la conquesta de la terra pel treballador jueu, i que es trobin els recursos per organitzar la immigració massiva i l'ocupació dels treballadors a través de les seves pròpies capacitats? La creació d'un nou moviment sionista, un moviment sionista dels treballadors, és el primer requisit per al compliment del sionisme. […] [com] sense un nou moviment sionista que estigui enterament a la nostra disposició, no hi ha futur ni esperança per a les nostres activitats
Ben-Gurion va transformar la Histadrut en pocs mesos. Va establir una ben definida jerarquia i va reduir les competències dels consells de treballadors locals. També va centralitzar el cobrament de les quotes d'afiliació, la majoria de les quals eren utilitzades anteriorment per les seccions locals.
L'absorció de la immigració va ser vista com una tasca molt important de la Histadrut. Proporcionar als immigrants un treball era un factor important per a la solidesa financera de les seves operacions. Els líders sindicals veien el fracàs d'absorbir als immigrants com una fallida moral que era molt pitjor que la fallida financera. En 1924, l'Oficina d'Obres Públiques de la Histadrut es va esfondrar i va anar a la fallida, i en 1927 el mateix va ocórrer amb la seva successora. En tots dos casos, l'Executiu Sionista els va rescatar i va reconèixer que el dèficit d'aquestes eren en la categoria de "despeses per a l'absorció de la immigració". L'Executiu Sionista, compartint l'objectiu d'estimular la immigració amb la Histadrut, que havia de fer això perquè apart de la Histadrut no hi havia cap altra organització en Palestina amb la capacitat d'absorbir immigrants.
En 1930 la Histadrut s'havia convertit en l'organització central del Yishuv. Es va fer el que l'Executiu Sionista volia però que no podia cobrir: absorbir als immigrants i l'organització de l'ocupació laboral, la defensa de l'agricultura i l'expansió cap a noves àrees de producció. Segons Tzahor la Histadrut s'havia convertit en "l'òrgan executiu del moviment sionista -, però un braç actuant pel seu compte".
Segons Tzahor, mentre que la Histadrut es va centrar en l'acció constructiva, els seus caps no "van abandonar els principis fonamentals ideològics". No obstant això, segons Zeev Sternhell en el seu llibre Els mites fundadors d'Israel, els dirigents obrers ja havien abandonat els principis socialistes en 1920 i només els utilitzaven com a "mites de la mobilització."

## Lideratge
El president de la Histadrut és avui Ofer Eini. En 2010, Eini va nomenar un vicepresident, Adv. Daniel Avi Nissenkorn, des de fora de les files de l'organització. Aquesta és la primera vegada en la història de la Histadrut que la Divisió de Comerç de la Unió ha estat dirigida per algú designat amb caràcter professional, en lloc de fer-ho a través de les files dels comitès de treballadors o triats pels membres de la Histadrut.